# Stills
| 전문가 평가                   | 전문가 평가 |
| 평가 점수                     | 평가 점수   |
| 출처                          | 점수        |
| ----------------------------- | ----------- |
| Allmusic                      | [ 1 ]       |
| Christgau's Record Guide      | C           |
| Encyclopedia of Popular Music | [ 3 ]       |
| The Rolling Stone Album Guide | [ 4 ]       |

《Stills》는 미국의 음악가 스티븐 스틸스의 1975년 6월 23일에 발매한 스튜디오 음반이다. 이 음반은 그의 세 번째 솔로 음반이자 컬럼비아 레코드에서의 첫 번째 음반이다. 이 음반은 발매 당시 빌보드 200 차트에서 19위를 차지하며 상업적인 성공을 거두었지만, 엇갈린 비판적인 반응을 보이며 발매되었다.

## 배경
스틸스는 1973년에 임시 타이틀인 《As I Come of Age》로 솔로 음반을 녹음하기 시작했고, 1974년 2월까지 "거의 완성"되었다. 그는 1974년 초에 더 많은 음반을 녹음했을지 모르지만, 5월부터 12월까지 스틸스는 재결합한 크로스비, 스틸스, 내시 & 영으로 바빴다. 스틸스는 1975년 초 컬럼비아와 계약을 맺고 이 음반에 "스티븐이 지난 몇 년 동안 작업한 곡들의 모음"을 제출했는데, 여기에는 "《As I Come of Age》를 위해 녹음된 많은 자료"가 포함되어 있다. 그는 1975년 1월 23일, 레코드 플랜트에서 초기 미발표 버전의 〈Guardian Angel〉을 녹음했다.

## 발매
이 음반은 1975년 6월 23일에 발매되었고, 17주 동안 빌보드 200 차트에서 19위, 《레코드 월드》 차트에서 11위, 《캐시박스》 차트에서 12위에 올랐다. 이 음반의 리드 싱글은 〈Turn Back the Pages〉였고 《빌보드》 차트에서 실망스러운 84위에 올랐다. 1975년 말, CBS 레코드는 40만~450,000장의 판매량으로 미국에서 골드에 거의 도달했다고 인용되었다. 쿼드러포닉 버전도 1975년에 발매되었다.
스틸스는 북미 전역에서 경기장을 연주하며 솔로 가수로서 가장 긴 투어로 음반을 지지했다.
돌이켜보면 스틸스는 70대 중반의 솔로 기간에 대해 "잠시 동안 일이 너무 빨리 진행되었습니다. 제가 좀 미쳤어요. 술도 많이 마시고 마약도 너무 많이 했어요. 뭐라고 말할 수 있겠어요."라고 말했다.

## 곡 목록
모든 곡들은 특별한 언급이 없는 한 스티븐 스틸스에 의해 작사/작곡하였다.
| #  | 제목                                         | 작사·작곡             | 재생 시간 |
| -- | -------------------------------------------- | --------------------- | --------- |
| 1. | 〈Turn Back the Pages〉                      | 도니 데이커스, 스틸스 | 4:04      |
| 2. | 〈My Favorite Changes〉                      |                       | 2:50      |
| 3. | 〈My Angel〉                                 | 스틸스, 댈러스 테일러 | 2:25      |
| 4. | 〈In the Way〉                               |                       | 3:35      |
| 5. | 〈Love Story〉                               |                       | 4:11      |
| 6. | 〈To Mama from Christopher and the Old Man〉 |                       | 2:15      |

| #   | 제목                    | 작사·작곡                  | 재생 시간 |
| --- | ----------------------- | -------------------------- | --------- |
| 7.  | 〈First Things First〉  | 조 셔미, 존 스미스, 스틸스 | 2:10      |
| 8.  | 〈New Mama〉            | 닐 영                      | 2:21      |
| 9.  | 〈As I Come of Age〉    |                            | 2:33      |
| 10. | 〈Shuffle Just as Bad〉 |                            | 2:39      |
| 11. | 〈Cold Cold World〉     | 데이커스, 스틸스           | 4:38      |
| 12. | 〈Myth of Sisyphus〉    | 케니 파사렐리, 스틸스      | 4:28      |